# Blandina von Lyon

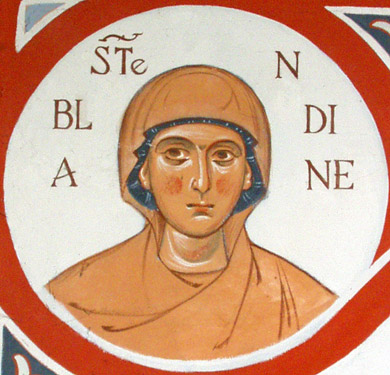
Hl. Märtyrin Blandina, Fresko in der orthodoxen Kapelle der Entschlafung der Gottesmutter in Drôme

Blandina (* um 150; † um 177 in Lyon) ist eine frühchristliche Märtyrin und Heilige. Ihr Gedenktag ist in der katholischen und evangelischen Kirche der 2. Juni, in den orthodoxen Kirchen der 25. Juli. Sie war eines von 47 namentlich überlieferten Opfern des Pogroms von Lyon, deren Gesamtzahl unbekannt ist.

## Legende

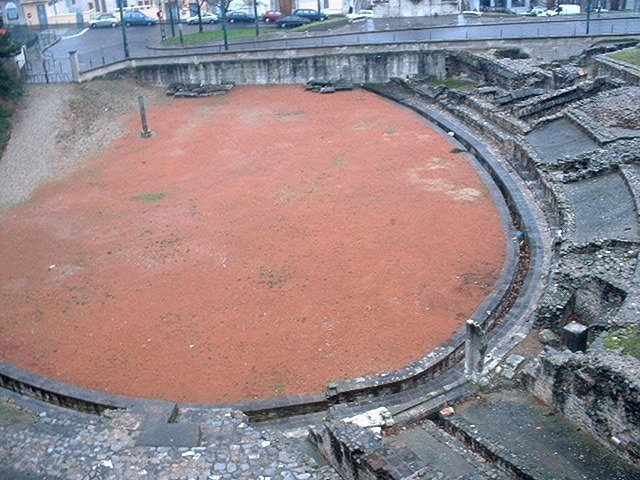
Amphitheater der Trois-Gaules in Lyon. In der Arena die Gedenksäule für die Märtyrer

Während der Herrschaftszeit des Kaisers Marc Aurel erlitt Blandina, die Sklavin einer christlichen Familie war, in Lyon das Martyrium. Sie war, obwohl die Suche nach Christen ausdrücklich durch ein Reskript des Kaisers Trajan untersagt war, im Haushalt ihrer Besitzer aufgespürt und mitinhaftiert worden. Der Kirchenvater Eusebius von Caesarea († 339/40) berichtet, dass die Jungfrau Blandina unter der Folter standhaft geblieben sei. Sie sei an einem Kreuz aufgehängt und in einem Netz wilden Tieren – Stieren oder Löwen – vorgeworfen worden. Diese hätten sie aber nicht angerührt. Die römischen Bürger, die bis dahin in Rom gehört werden mussten, wurden hingerichtet, nachdem Kaiser Marc Aurel auf Anfrage entschieden hatte, dass dies nicht mehr nötig sei. Schließlich wurde Blandina zusammen mit einem 15-jährigen Sklaven namens Ponticus, der möglicherweise ihr Bruder war, ausgepeitscht, Tiere auf sie gehetzt; es folgte die Röstung auf einem eisernen Stuhl. Zuletzt wurde sie in eine Fischreuse aus Weidenzweigen gesperrt und einem Stier vorgeworfen – schließlich wurde Blandina, als sie bereits bewusstlos war, von dem dafür zuständigen confector erdolcht. Die Asche der Toten wurde in die Rhone gestreut, um einen Märtyrerkult zu unterbinden. 

## Verehrung
Blandina wird als Stadtpatronin von Lyon verehrt. Außerdem gilt sie als Patronin der Dienstmägde, Dienstboten und der Jungfrauen. In Italien wurde sie zur Stadtpatronin von Posta Fibreno in Latium.

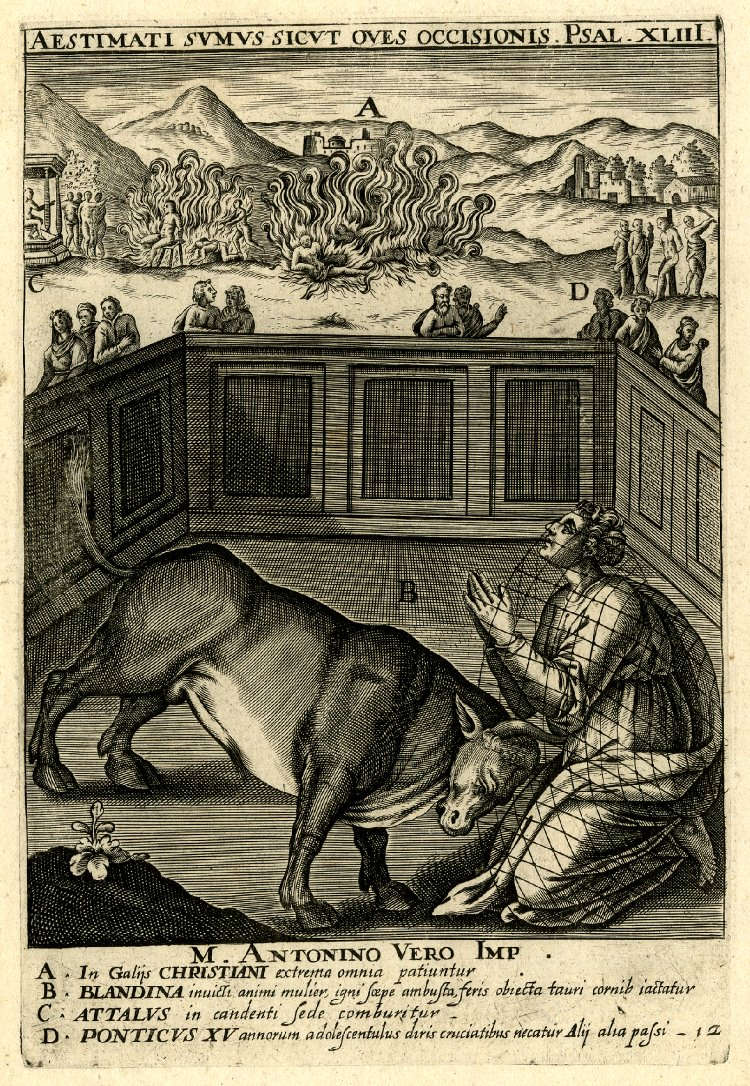
Jan van Haelbeck – Tötung Blandinas durch einen Stier (um 1620)

## Darstellung
Spätantike oder mittelalterliche Darstellungen der Heiligen sind unbekannt; erst in der Neuzeit entstanden die ersten Bildnisse. In der Ikonographie wird die Heilige meist mit Stieren, aber auch mit Löwen, einem Rost und einem Netz als Attributen ihres Martyriums dargestellt. In Lyon befindet sich eine ihr gewidmete Kirche, die Église Sainte-Blandine de Lyon.
Ein kunstgeschichtlich bedeutendes Fresko von Pomarancio in der Kirche Santo Stefano Rotondo in Rom zeigt das Martyrium der Blandina. Darüber hinaus befindet sich ein bekanntes Glasgemälde in der Kirche Notre-Dame in Paris, auf dem die Märtyrin mit den Attributen Buch und Märtyrerpalme dargestellt ist.

## Belege
1. ↑  Wolfram Kinzig: Christenverfolgung in der Antike, C. H. Beck, München 2019, S. 54.
2. ↑  Eusebius von Caesarea: Historia Ecclesiastica 5,1.

| Personendaten    | Personendaten |
| ---------------- | ------------- |
| NAME             | Blandina      |
| KURZBESCHREIBUNG | Märtyrerin    |
| GEBURTSDATUM     | um 150        |
| GEBURTSORT       | Lyon          |
| STERBEDATUM      | um 177        |
| STERBEORT        | Lyon          |